# 빅토리아 프롬킨
빅토리아 프롬킨(Victoria Fromkin), 1923년 5월 16일 – 2000년 1월 19일)은 미국의 언어학자이다. 1944년에 미국 UC Berkeley에서 경제학과를 졸업하였으며, 1963년에 UCLA에서 언어학 석사학위를, 1965년에 같은학교에서 박사학위를 취득하였다.
1966년부터 첫 강의를 하였으며, 2000년 타계를 할 때까지 UCLA에서 언어학과 교수로 재직하였다.
교수로 재직하는 동안 여러 보직을 역임했는데, 1972년부터 1976년까지 학과장을 역임했고, 1979년부터 1989년까지는 여성으로서는 최초로 UCLA의 대학원 담당 부총장(Vice Chancellor of Graduate Programs) 및 대학원장(Graduate Dean)을 지냈다.
그녀는 스톨홀름대, 캠브리지대, 그리고 옥스포드대에서 교환교수를 지냈으며, 1985년에는 미국언어사회학회장(president of the Linguistics Society of America), 1988년에는 대학원 연합회장(president of the Association of Graduate Schools)과 실어증 학회 이사장(the Board of Governors of the Academy of Aphasia)을 지냈다.
그녀는 UCLA명강의상(UCLA Distinguished Teaching Award)과 공로상(Professional Achievement Award)을 수상하였으며, 1996년도에는 미국국립과학학회(the National Academy of Sciences)의 회원으로 선출되었다.
그녀는 여러 사람들과 함께 여러 언어학개론서들을 집필하였으며, 미국 연속극 'Land of the Lost'에서 나오는 Paku언어를 만들기도 했다.
2000년 1월 19일, 76세로 타계했다.

## 저서
그녀는 100가지가 넘은 책, 논문을 저술했는데, 주로 다루는 분야는 음성학, 음운론, 성조어(tone language), 아프리카어, 언어실수(speech errors), 모형체계, 실어증, 그리고 두뇌/마음/언어 상호작용(brain/mind/language interface)등이다.
그 중 대표적인 저서는 로버트 로드만(Robert Rodman)과 저술한 An Introduction to Language(타계후 출판된 7판부터는 니나 하이암즈(Nina Hyams)도 공저자로 등록되어 있다.) 인데 현재 10판까지 나와 있으며, 세계 여러 나라의 언어학 혹은 언어교육학 전공 대학생들의 개론서로 활용되고 있다.
- Linguistics : an introduction to linguistic theory (2000년)
- Language, speech, and mind : studies in honour of Victoria A. Fromkin(공저, 1988년)
- Phonetic linguistics : essays in honor of Peter Ladefoged (공저, 1985년)
- Tone : a linguistic survey (1978년)
- An Introduction to Language (공저, 1974년)
- Speech errors as linguistic evidence (1973년)
- Relationship Between Linguistic Units And Motor Commands (1966년)